# Yui Igawa
Yui Igawa (en japonés: 井川 ゆい, 8 de febrero de 1984) es una actriz AV japonesa. Afiliada a la Agencia de Marcas (マークスグループ).

## Biografía
Nació el 8 de febrero de 1984 en una ciudad ubicada en la prefectura de Akita.
En 2009 debutó para la producción de videos AV.
El 7 de febrero de 2011, cerró su blog oficial, ya que se cambió de la Agencia Amanecer (Sunrise Agency) a Forest.

## Filmografía

### Vídeos para Adultos (AV)
Vídeos Censurados
- [ACGJV020] Yui Igawa, Izumi Hanamura – Incest Nursing
- [ATED-006] Yui Igawa, Kyoko Takashima – AV Actress Come to My Room #2
- [BBI-092] Yui Igawa - Immorality Office
- [BBM-006] Mai Takakura, Yui Igawa - Shoplifting Anger Punishment
- [BKSP-315] Kana Ohori,Yui Igawa–The First Interview Audition of Pure Young Wife #15
- [CWM-097] Yui Igawa - Perfect Clothes Intercourse - Sex Fucking While Not Even Undres
- [DVDES-300] Yua Kisaki, Yui Igawa - Lesbian Double Cast
- [ELO-289] Yui Igawa & Yayoi Yanagita - Pantyhose Cum Housewife
- [FSET-233] Yui Igawa - Premature Ejaculation Camp Training
- [FSET-310] I Found out Boss's Illicit Love Affair
- [GQR-68] Woman who Cannot Refuse
- [HAVD785] Dear Young Wives Who Were Fucked After Being Baited
- [IESP-531] Yui Igawa - Elegant Wife 4
- [KUF-10006] Yui Igawa, Alice Suzuki - Licking Armpit Lesbian
- [LEG-006] Yui Igawa - Working Woman’s Leg 6
- [NADE-911] Yui Igawa - Disorder Beauty Young Wife
- [NFDM-212] Azumi Mizushima, Yui Igawa – Beauty Legs Stocking Tall OL
- [NFDM-213] Azumi Mizushima, Yui Igawa – Manager of Fetish Legs Tall Models
- [NHDTA-084] Azumi Harusaki, Yui Igawa – Show Chikan Molester In Front Of Pure Girl 4
- [NHDTA-154] Yui Igawa - Chikan Molester Rape Sensitive Girls in Crowded Train
- [RBD-201] Cram School Japanese Teacher. Yui Igawa. Tiny Tits Asians
- [SPRD-487] Yui Igawa - Floating Bra Housewife
- [TDMJ-112] Famous AV Model Become Amazing Sex ( Yui Igawa )
- [VEC-001] Yui Igawa – Father’s Mistress CS
- [WNZS-160] Yui Igawa – Want Creampie Chitsunai Bakusha #2
- [YSN-179] Yui Igawa - 20 cm Boy
- [YUME-036] Yui Igawa - Sexy Atractive Mature Lady Document

Vídeos Sin Censura
- Red Hot Jam Vol 185 Yui Igawa
- Caribbeancom 546: Amazing Beautiful Lovely Detective Girl
- [SKYHD-053] Sky Angel Blue Vol.53 – Yui Igawa (2011)
- [SHX-005] Yui Igawa – Sky Angel Vol.120 (Uncensored)